# 신도 가네토
신도 가네토(일본어: 新藤 兼人, 1912년 4월 22일 ~ 2012년 5월 29일)는 일본의 영화 감독이자 각본가이다. 48편의 영화를 감독하고 238편의 각본을 썼다. 주요 감독 작품으로 《원폭의 아이》와 《벌거벗은 섬》, 《오니바바》, 《덤불 속의 검은 고양이》, 《오후의 유언장》 등이 있으며 이치카와 곤, 기노시타 게이스케, 카메이 후미오, 이마이 다다시 감독 영화의 각본을 담당하기도 했다.
히로시마와 원자 폭탄에 대한 영화를 몇 편 만들었으며, 초기 스승이었던 미조구치 겐지의 영향을 받아 강한 여성상을 그린 작품도 많다.

## 작품

### 감독
- 2010년: 한 장의 엽서 (一枚のハガキ)
- 2000년: 삼류 배우
- 1999년: 살고 싶어
- 1995년: 오후의 유언장
- 1975년: 어느 영화 감독의 생애: 미조구치 겐지의 기록
- 1974년: 나의 길 (Waga Michi)
- 1968년: 덤불 속의 검은 고양이
- 1964년: 오니바바
- 1960년: 벌거벗은 섬
- 1952년: 원폭의 아이
- 1951년: 애처 이야기

### 각본
- 1987년: 하치 이야기 (Hachikō Monogatari / ハチ公物語)
- 1966년: 문신 (刺靑)
- 1965년: 세이사쿠의 아내 (Seisaku's Wife / 淸作の妻)
- 1964년: 만지 (Passion / All Mixed Up / 卍)